# Tephritopyrgota latigenis
Tephritopyrgota latigenis är en tvåvingeart som beskrevs av Günther Enderlein 1942. Tephritopyrgota latigenis ingår i släktet Tephritopyrgota och familjen Pyrgotidae. Inga underarter finns listade i Catalogue of Life.